# August Julius Loßnitzer
August Julius Loßnitzer (* 1831 in Dresden; † 12. Juni 1913 ebenda) war ein deutscher Jurist. Er war Wirklicher Geheimer Rat, Senatspräsident und später Präsident des Oberlandesgerichts Dresden. 

## Leben und Wirken
Er war der Sohn des Direktors Heinrich August Loßnitzer. Nach dem Schulbesuch und dem Studium der Rechtswissenschaft trat er in den sächsischen Staatsdienst ein und stieg zum Senatspräsidenten des Königlich Sächsischen Oberlandesgerichts auf. Am 1. Oktober 1898 wurde er Präsident des Oberlandesgerichts.
1904 verlieh ihm die Universität Leipzig die Ehrendoktorwürde. 1908 trat er in den Ruhestand.